# Голономний зв'язок
Голономний зв'язок — це зв'язок, рівняння якого залежить лише 
від координат матеріальних точок і часу.
В загальному вигляді рівняння голономного зв'язку має таку форму: {\displaystyle f(q_{1},q_{2},q_{3},\ldots ,q_{n},t)=0,} де {\displaystyle \{q_{1},q_{2},q_{3},\dots ,q_{n}\}} це координати, які описують систему.
Голономний зв'язок називають стаціонарним, якщо рівняння зв'язку не залежить від часу напряму.
Залежні від швидкості зв'язки на кшталт 
{\displaystyle f(q_{1},q_{2},...,q_{n},{\dot {q}}_{1},{\dot {q}}_{2},...,{\dot {q}}_{n},t)=0}
як правило, не голономні.

## Приклади

Простий маятник

Як зображено праворуч, простий маятник це система, що складається з ваги і струни. Горішній кінець струни прикріплений до опори, а долішній до ваги, довжина струни є сталою. Отже, це голономна система; вона кориться голономному зв'язку
{\displaystyle {x^{2}+y^{2}}-L^{2}=0,}
де {\displaystyle (x,\ y)\,\!} це позиція ваги {\displaystyle L\,\!} це довжина струни.
На частинки твердого тіло накладений такий голономний зв'язок
{\displaystyle (\mathbf {r} _{i}-\mathbf {r} _{j})^{2}-L_{ij}^{2}=0,\,}
де {\displaystyle \mathbf {r} _{i}\,\!}, {\displaystyle \mathbf {r} _{j}\,\!} це відповідно позиції частинок {\displaystyle P_{i}\,\!} і {\displaystyle P_{j}\,\!}, і {\displaystyle L_{ij}\,\!} це відстань між ними.